# Nola banghaasi
Nola banghaasi är en fjärilsart som beskrevs av Reginald James West 1929.
Nola banghaasi ingår i släktet Nola och familjen trågspinnare. Inga underarter finns listade i Catalogue of Life.